# バート・ルータン

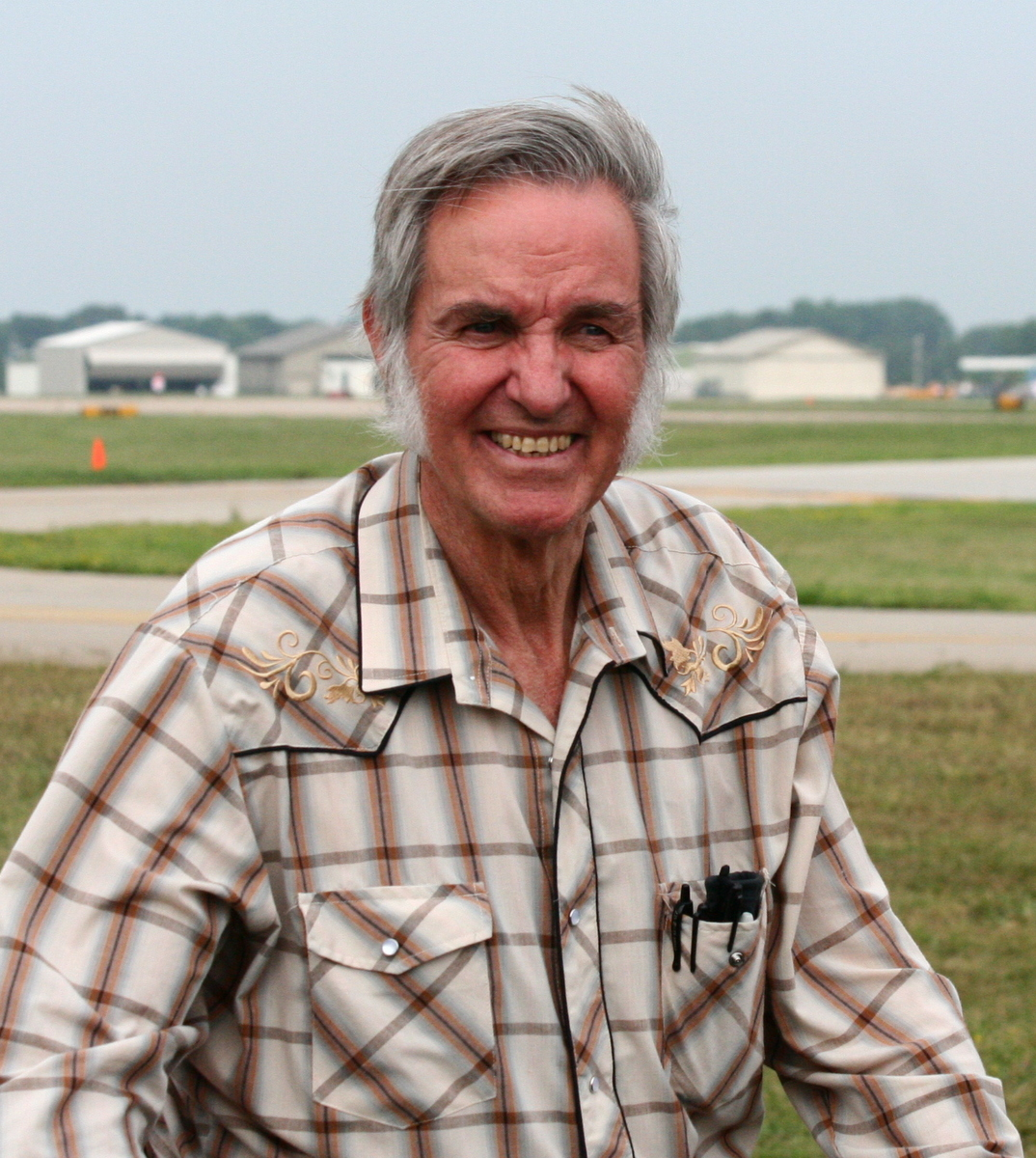
バート・ルータン

エルバート・リーンダー・"バート"・ルータン（Elbert Leander "Burt" Rutan、1943年6月17日 - ）は、アメリカ合衆国の著名な航空機設計家、航空宇宙技術者で実業家。ルタンもしくはルターンと表記されることもある。 
スケールド・コンポジッツの創業者で元最高経営責任者。オレゴン州エスタケイダ（en:Estacada, Oregon）生まれ、カリフォルニア州ディヌバ（en:Dinuba, California）育ち。兄の Dick は ボイジャー（後述）のパイロットである。

## 経歴
8歳で自分がデザインした模型飛行機を作る。1959年、エアロンカ チャンピオンに乗り自身初の単独飛行。カリフォルニア・ポリテクニック州立大学(カルポリ・サンルイスオビスポ)で航空工学を専攻、1965年卒業、アメリカ空軍関連の仕事に就く。
1968年、最初の設計機 モデル27 バリ・ビゲン を自宅ガレージにて製作開始、1972年初飛行。 1974年、ルータン航空機製作所(en:Rutan Aircraft Factory)
を起業、おもに複合材料を使用した組み立て式飛行機(en:homebuilt aircraft)を販売。彼の設計した航空機にはエンテ型飛行機を始め異型の物が多い事で有名。ただし独特の操縦性に起因すると思われる幾つかの死亡事故も発生している。
1982年、スケールド・コンポジッツを創業。同社は初の無着陸・無給油で世界一周を達成した航空機 ボイジャーや、2004年にAnsari X Prizeを受賞したスペースシップワンなどの設計で知られる。同社からは2011年に引退。個人としての活動はその後も続き、2015年、ルータン・スキーガル(en:Rutan SkiGull)初飛行。
設計に係わった他社の機体として、モデル54 ルータン・クイッキー(en:Rutan Quickie) 、1978年、クイッキーとしてQuickie Aircraft Corporationより組み立てキット発売 )、斜め翼実験機AD-1(1979年初飛行)，ビーチクラフト スターシップ（1986年初飛行）などがある。
2005年度にはタイム100に選出されるほか、1986年、2004年のコリアー・トロフィーなど、生涯で数々の航空賞を受賞。 アメリカの国立航空宇宙博物館には彼の設計した5機の航空機が展示されている。人為的地球温暖化説に懐疑論を展開している。

## ルータンの製作した組み立て式飛行機(ルータン航空機製作所)
- モデル27 バリ・ビゲン (1972年)
- モデル27 バリ・ビゲンSP (1973年)
- モデル31 バリ・イージー (1975年)
- モデル33 バリ・イージー (1976年)
- モデル61 ロング・イージー (1979年)

## ルータンの製作した飛行機(スケールド・コンポジッツ)
- モデル76 ボイジャー 世界初の無着陸・無給油の世界一周飛行 (1986年)
- モデル115 スターシップ : ビーチクラフト（モデル2000）スターシップの開発のために作られた、85%サイズの試作機(1982年)
- モデル276 NASA X-38 (1998年)
- モデル281 プロテウス (1998年)
- モデル326 ノースロップグラマン X-47 ペガサス (2001年)
- Tier One (2003年)
  - モデル316 スペースシップワン
  - モデル318 ホワイトナイト
- モデル311 ヴァージン・アトランティック グローバルフライヤー (2004年)
- Tier 1b (2008年)
  - モデル339 スペースシップツー
  - モデル348 ホワイトナイトツー
- モデル367 BiPod（空飛ぶ車の実験機、2011年）